# Сартаково (Коченёвский район)
Сартаково — село в Коченёвском районе Новосибирской области России. Входит в состав Леснополянского сельсовета. 

## География
Площадь села — 66 гектаров.

## Население
| 2002 | 2007 | 2010 |
| ---- | ---- | ---- |
| 140  | ↘125 | ↘102 |

## Инфраструктура
В селе по данным на 2007 год функционирует 1 учреждение здравоохранения.